# Oscar Rossi
Oscar Pablo Rossi (* 27. Juli 1930 in Buenos Aires; † 6. September 2012 ebenda) war ein argentinischer Fußballspieler und -trainer. Während seiner aktiven Laufbahn spielte er unter anderem für CA Huracán, CA San Lorenzo de Almagro und Atlético Nacional und nahm mit der Nationalmannschaft seines Heimatlandes an der Fußball-Weltmeisterschaft 1962 teil.

## Karriere

### Vereinskarriere
Oscar Rossi wurde in Parque Patricios, einem östlichen Stadtteil von Argentiniens Hauptstadt Buenos Aires, geboren. Hier begann er auch mit dem Fußballspielen beim Fußballklub CA Huracán. Für den Verein, der 1930 Gründungsmitglied der argentinischen Primera División war, aber bis heute erst einmal Meister wurde, spielte Rossi zu Beginn seiner Laufbahn von 1950 bis 1953, dann noch einmal von 1955 bis 1959 und 1969 zu seinem Karriereausklang. Einen Meistertitel konnte Rossi trotz seiner vielen Jahre, die er im Estadio Tomás Adolfo Ducó weilte, nicht gewinnen. Insgesamt machte Oscar Rossi für Huracán 165 Ligaspiele in der Primera División und erzielte dabei 43 Tore.
Neben CA Huracán spielte Oscar Rossi auch noch unter anderem für CA San Lorenzo de Almagro, wo er von 1960 bis 1964 unter Vertrag stand. Doch auch bei San Lorenzo blieb dem Mittelfeldakteur der Gewinn der argentinischen Fußballmeisterschaft verwehrt. Im Trikot von San Lorenzo de Almagro brachte es Oscar Rossi auf 104 Ligaspiele mit 23 Treffern. Zusammen mit José Sanfilippo bildete Rossi eine erfolgreiche Angriffsreihe bei San Lorenzo, die als größten Erfolg den Einzug ins Halbfinale der Copa Libertadores 1960, der ersten ihrer Art überhaupt, hatte, wo man allerdings in einem Entscheidungsspiel am späteren Sieger CA Peñarol aus Uruguay-
1954 stand Oscar Rossi ein Jahr lang beim Racing Club aus Avellaneda unter Vertrag, konnte sich aber mit nur neun Einsätzen im Ligabetrieb nicht richtig durchsetzen. Eine weitere Station als aktiver Fußballspieler hatte er 1967 beim Verein Club Almagro, wo er zu neun Spielen kam. Kurze Zeit vorher hatte er den Sprung ins Ausland gewagt und war ein Jahr lang in Kolumbien bei Atlético Nacional aktiv, von wo aus er allerdings schon bald nach Argentinien zurückkehrte.
Oscar Rossi beendete seine aktive Laufbahn als Fußballspieler im Jahr 1969. Neun Jahre darauf, 1978, wurde er neuer Trainer des Viertligisten Club Atlético San Miguel, die er ein Jahr ohne große Erfolge trainierte. Danach nahm er keine weiteren Trainerjobs an.

### Nationalmannschaft
Zwischen 1956 und 1963 kam Oscar Rossi zu zwanzig Einsätzen in der argentinischen Fußballnationalmannschaft. Ein Tor konnte er allerdings nicht erzielen. Von Argentiniens Nationaltrainer Juan Carlos Lorenzo wurde er ins Aufgebot der Südamerikaner für die Fußball-Weltmeisterschaft 1962 in Chile berufen. Im Turnierverlauf wurde Rossi im ersten Gruppenspiel seiner Mannschaft, dem 1:0-Erfolg gegen Bulgarien im Angriff neben dem Siegtorschützen Héctor Facundo aufgestellt. Die restlichen beiden Spiele der argentinischen Mannschaft, das 1:3 gegen England und das 0:0 gegen Ungarn, erlebte Oscar Rossi von der Ersatzbank aus. Nach diesen beiden abschließenden Gruppenspielen war die Weltmeisterschaft für Argentinien beendet, man war nur Gruppendritter hinter Ungarn und England und schied somit aus.